# Стайки (Спас-Деменский район)
Стайки — село в Спас-Деменском районе Калужской области России. Административный центр сельского поселения «Деревня Стайки».

## Физико-географическая характеристика
Располагается в 21 км от Спас-Деменска, 180 км от Калуги, 420 км от Москвы.
Часовой пояс
Село Стайки находится в часовой зоне МСК (московское время). Смещение применяемого времени относительно UTC составляет +3:00.

## Население
| 2002 | 2007 | 2010 |
| ---- | ---- | ---- |
| 234  | ↘194 | ↘171 |

2013 год — 94 жителя.

## Администрация
В селе расположена сельская дума поселения «Деревня Стайки».
Глава муниципального образования сельское поселение «Деревня Стайки» — Н. А. Критикова.
Администрация расположена по адресу: ул. Дорожная, д.3.

## Экономика
Крупнейшие предприятия на территории села — фермерские предприятия, образованные из КСП «Стайки», ЗАО «Стайки», занимающееся производством молока и мяса.Также зарегистрирован сельскохозяйственный потребительский заготовительный снабженческо-сбытовой кооператив (СПЗССК) «Стайки».

## Инфраструктура
В селе расположена школа на 192 места (в 2013 году обучалось 17 человек), школьная библиотека (фонд библиотеки составлял 8000 книг), сельский клуб, стадион, спортивный зал, фельдшерско-акушерский пункт (ФАП).